# りせり
りせり（2002年7月17日 - ）は、日本の女性ファッションモデル、タレントである。『egg』の元専属モデル。所属事務所は株式会社LOVERSを経て現在はフリー。大阪府出身。本名は松永梨星。

## 経歴
2020年2月からeggの専属モデルとして活動。同年12月19日、日本一かわいいギャルを決める「TOP OF GAL2020」にてグランプリを受賞。
2023年1月15日、egg卒業を発表。
2023年11月4日、キャバクラ嬢として勤務していることを公表。

## 人物
趣味はTikTok、特技は全国大会出場経験もあるダンス。

## 出演

### テレビ
- シャッフルアイランド（2021年、ABEMA）
- ギャルフェス（2022年5月23日 - 、フジテレビ）

### イベント
- Cinderella Fes Vol.9（2022年3月）
- Paradaise BEACH Runway（2022年8月）
- TGCteen2022 Osaka（2022年8月）